# Ирхин, Иван Игоревич
Иван Игоревич Ирхин (род. 20 января 1969, Москва) — российский тромбонист; солист РГСО «Молодая Россия», ГАСО России им. Светланова и Российского национального оркестра, заслуженный артист Российской Федерации (2006).

## Биография
Иван Ирхин начал заниматься музыкой в 1974 году. Годом позже он поступил в школе имени Гнесиных, где стал заниматься у А. П. Кантор по классу фортепиано. В 1981 году он начал играть на тромбоне и окончил в 1987 году окончил школу как тромбонист по классу Вячеслава Пачкаева. С 1987 по 1989 год Ирхин проходил срочную службу в рядах советских вооружённых силах. Вернувшись из армии в 1989 году, он поступил в Московскую консерваторию.
С 1990 по 1993 год Иван Ирхин играл в оркестре Министерства культуры СССР под управлением Геннадия Рождественского, с 1993 по 2001 работал в РГСО «Молодая Россия». С 2002 по 2006 год Ирхин был солистом Госоркестра России, а в 2006 был приглашён на аналогичную должность в Российский национальный оркестр. Год спустя он организовал концертирующий квартет тромбонистов Российского национального оркестра. В 2006 году Ивану Ирхину было присвоено почётное звание заслуженный артист Российской Федерации.